# Saint Joan (film)
Saint Joan is een Amerikaans-Britse dramafilm uit 1957 onder regie van Otto Preminger. Het scenario is gebaseerd op het gelijknamige toneelstuk uit 1923 van de Ierse auteur George Bernard Shaw.

## Verhaal
Het boerenmeisje Jeanne d'Arc is geliefd bij het volk van Frankrijk. Ze wordt aan het hoofd van het Franse leger geplaatst om haar vaderland te bevrijden van de Engelsen. Wanneer de Engelsen teruggedreven zijn, heeft de Franse adel haar niet meer nodig.

## Rolverdeling
| Acteur           | Personage                  |
| ---------------- | -------------------------- |
| Jean Seberg      | Jeanne d'Arc               |
| Richard Widmark  | Karel VII                  |
| Richard Todd     | Dunois                     |
| Anton Walbrook   | Cauchon                    |
| John Gielgud     | Graaf van Warwick          |
| Felix Aylmer     | Inquisiteur                |
| Archie Duncan    | Robert de Baudricourt      |
| Harry Andrews    | John de Stogumber          |
| Margot Grahame   | Hertogin La Trémoille      |
| Barry Jones      | De Courcelles              |
| Francis De Wolff | La Trémoille               |
| Finlay Currie    | Aartsbisschop van Reims    |
| Victor Maddern   | Engelse soldaat            |
| Bernard Miles    | Beul                       |
| David Oxley      | Blauwbaard                 |
| Patrick Barr     | La Hire                    |
| Sydney Bromley   | Hofmeester van Baudricourt |
| Kenneth Haigh    | Broeder Martin Ladvenu     |
| David Langton    | Bewaker                    |